# Shui Yuettempel van Ap Lei Chau
Shui Yuettempel van Ap Lei Chau is een oude Chinese tempel die gewijd is aan de van oorsprong boeddhistische bodhisattva Guanyin. De tempel van bijna honderdvijftig jaar oud staat in het zuiden van het Hongkongse eiland Ap Lei Chau. Nu wordt de tempel beheerd door de Chinese Temple Committee. Het tempelgebouw heeft de derde graad van Hongkongs beschermd erfgoed.
De tempel werd door de lokale bevolking in 1866, ten tijde van de Qing-dynastie, gebouwd. De houten borden in de tempel stammen nog van 1891. Sinds 1930 wordt de tempel beheerd door werknemers van de Chinese Temple Committee. De buurt- en welzijnsorganisatie van het eiland (鴨脷洲街坊福利會) heeft altijd al tempelfeesten gesponsord. In 1995 werd de tempel grondig gerestaureerd.
De tempel bestaat uit twee gebouwen die van elkaar gescheiden worden door een (hemelse) binnenplaats (tianjing; 天井建) met een afdakje.